# Condado de Clay (Misisipi)
El condado de Clay (en inglés: Clay County), fundado en 1871, es un condado del estado estadounidense de Misisipi. En el año 2000 tenía una población de 21.979 habitantes con una densidad poblacional de 21 personas por km². La sede del condado es West Point.

## Geografía
Según la Oficina del Censo, el condado tiene un área total de 1077 km² (415,8 mi²), de la cual 1059 km² (408,9 mi²) es tierra y 18 km² (6,9 mi²) es agua.

## Demografía
En el 2000 la renta per cápita promedia del condado era de $ 27,372 y el ingreso promedio para una familia era de $35,461. El ingreso per cápita para el condado era de $14,512. En 2000 los hombres tenían un ingreso per cápita de $30,038 frente a $19,473 para las mujeres. Alrededor del 23.50% de la población estaba bajo el umbral de pobreza nacional.

## Condados adyacentes
- Condado de Chickasaw (norte)
- Condado de Monroe (noreste)
- Condado de Lowndes (sureste)
- Condado de Oktibbeha (sur)
- Condado de Webster (oeste)

## Localidades
Ciudades
- West Point

Área no incorporada
- Cedarbluff
- Montpelier
- Pheba

## Principales carreteras
- U.S. Highway 45
- Carretera 25
- Carretera 46
- Carretera 47
- Carretera 50